# Regali da uno sconosciuto - The Gift
Regali da uno sconosciuto - The Gift (The Gift) è un film del 2015 scritto e diretto da Joel Edgerton, al suo debutto alla regia di un lungometraggio.
Il film è un thriller psicologico con protagonisti Jason Bateman, Rebecca Hall e lo stesso Joel Edgerton.

## Trama
Da poco trasferiti da Chicago ad un sobborgo di Los Angeles, i coniugi Simon e Robyn Callum si imbattono in Gordon "Gordo" Moseley, ex compagno di liceo di Simon, che inizia a presentarsi a casa loro non invitato e a recapitargli una serie di regali, tra cui delle carpe koi, infastidendo Simon ma non creando nessun problema a Robyn. Così, quando, una sera, Gordo invita la coppia nella sua lussuosa casa per poi allontanarsi bruscamente in seguito a una telefonata, Simon decide di rompere drasticamente questo rapporto e dicendogli di stare lontano da lui e Robyn.
Il giorno successivo, Robyn scopre che le carpe koi sono morte e il loro cane è sparito così Simon, certo che sia stato Gordo, si reca a casa sua scoprendo che in realtà è di qualcun altro così i Callum denunciano Gordo ma, fortunatamente, il loro cane riappare pochi giorni dopo sano e salvo. Inoltre, la coppia, riceve una lettera di scuse in cui Gordo sottolinea come sperasse che Simon si fosse "lasciato il passato alle spalle". Sebbene Simon continui a dire di non sapere a cosa Gordo si riferisca, Robyn, insospettita dalla strana frase e iniziando ad aver la sensazione di non essere sola in casa, ruba dei sonniferi alla vicina e ciò le causa uno svenimento. È così che la coppia decide di lasciarsi tutto alle spalle e pensare solo alla carriera di Simon e ad avere un figlio.
In effetti, poco dopo, Robyn scopre di essere incinta e, durante una festa per il bambino, la cognata le rivela alcuni dettagli sul passato di Gordo: al liceo fu vittima di bullismo e, a detta di Simon e Greg, un altro loro compagno di scuola, di molestie da parte di un uomo cosa che lo costrinse ad andarsene. Non del tutto soddisfatta dal racconto della donna, Robyn, dopo aver trovato dei dossier su Gordo e su un uomo di nome Danny McDonald rovistando tra le carte del marito, contatta Greg che le racconta cosa successe davvero: oltre a bullizzare Gordo, Simon, per puro divertimento, mise in giro la falsa voce che fosse gay cosa che, per poco, non gli costò la vita, visto che il padre tentò di ucciderlo. Inorridita dalla cosa, Robyn affronta il marito che, sebbene ammetta di aver fatto quelle cose, si rifiuta di chiedere scusa a Gordo in quanto non si sente responsabilità di ciò che gli accadde. Alla fine, però, Simon, per far contenta la moglie, va a chiedere scusa a Gordo, ma quando questi gli dice che è troppo tardi, Simon si infuria, lo attacca verbalmente e gli rompe un braccio. 
Nonostante l’avvenimento, le cose per Simon sembrano andare sempre bene, infatti ha un avanzamento di carriera ma, durante la festa per la promozione, un uomo inizia a lanciare pietre contro le finestre della casa. Bloccato, l’uomo si identifica come Danny McDonald e accusa Simon di aver messo in giro voci false su di lui che, oltre a permettere a Simon di essere promosso al posto suo, hanno causato il suo licenziamento; è così che Simon, sebbene neghi la cosa, decide di lasciarlo andare prima che arrivi la polizia. Probabilmente a causa dello stress, Robyn, pochi istanti dopo entra in travaglio e dà alla luce un maschietto. 
La mattina seguente, Simon, dopo aver ricevuto la chiamata dal suo capo che lo licenzia per quello che ha fatto a Danny ed esser stato lasciato da Robyn che, intuito a pieno la reale natura del marito, gli chiede il divorzio, tornato a casa e trova sulla porta una serie di regali da parte di Gordo: la chiave di casa loro (prova del fatto che poteva entrarci quando voleva), un cd audio di lui che insulta Gordo e un cd video del giorno in cui Robyn perse i sensi che mostra Gordo, con indosso una maschera da scimmia (Simon ha la fobia delle scimmie), apprestarsi ad abusare sessualmente di Robyn svenuta.
Mentre Gordo fa visita a Robyn per congratularsi e mostrarle i lividi lasciatigli dal marito, Simon, pensando che la moglie sia in pericolo, torna all’ospedale e qui riceve una chiamata da Gordo che, rifiutandosi di confermargli se ha abusato o meno di Robyn, gli instilla il dubbio che sia lui il padre del bambino. È così che Simon, licenziato, lasciato dalla moglie e col dubbio sulla paternità del figlio, crolla a terra disperato mentre Gordo si allontana soddisfatto per aver rovinato la vita dell'uomo che aveva rovinato la sua (e quella di chissà quanti altri) senza mai veramente pentirsene.

## Produzione

### Sviluppo

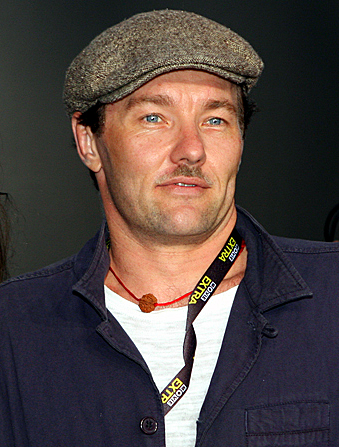
Joel Edgerton, regista, sceneggiatore, produttore ed interprete del film.

Il progetto è stato annunciato nel mese di agosto 2012, Joel Edgerton aveva scritto una sceneggiatura per un thriller psicologico intitolato Weirdo. Per Edgerton è il debutto alla regia di un lungometraggio, dopo aver già diretto in passato alcuni cortometraggi. Per la stesura della sceneggiatura Edgerton si è ispirato a Alfred Hitchcock e a film come Attrazione fatale di Adrian Lyne e Niente da nascondere di Michael Haneke, oltre alla trilogia della vendetta di Park Chan-wook. È la quarta sceneggiatura scritta da Edgerton per il cinema dopo The Square (2008), Felony (2013) e The Rover (2014).
Edgerton è anche produttore del film insieme a Rebecca Yeldham attraverso la Blue-Tongue Films. Jason Blum ha prodotto il film con la sua casa di produzione Blumhouse Productions. È stato lo stesso Blum a cambiare il titolo da Weirdo a The Gift.

### Riprese
Le riprese sono iniziate a Los Angeles il 19 gennaio 2015 e sono terminate il 23 febbraio 2015. La maggior parte delle riprese hanno avuto luogo nella San Fernando Valley in una casa situata a Hollywood Hills.
Il film è stato girato con una macchina da presa Arri Alexa fornita di lenti Canon C35, ed è stato girato in 25 giorni. Il direttore della fotografia, Eduard Grau è stato consigliato da Nash Edgerton, che ha lavorato al film come coordinatore degli stuntman, dopo che i due avevano precedentemente lavorato assieme al cortometraggio del 2013 Streetcar.
In un'intervista, Edgerton ha rivelato che lui ha iniziato le riprese del suo ruolo due settimane dopo l'inizio delle riprese (dedicando quel tempo esclusivamente alla regia). Successivamente il fratello maggiore Nash lo ha assistito dietro la macchina da presa, mentre Edgerton completava le riprese del suo ruolo di Gordo in sette giorni.

### Post-produzione
La fase di post-produzione è durata undici settimane, da marzo a giugno 2015. Luke Doolan ha curato il montaggio; questo precedentemente aveva lavorato al montaggio del pluripremiato film Animal Kingdom, che vedeva Edgerton tra gli interpreti.

## Promozione
Il primo trailer è stato diffuso il 1º aprile 2015. È stato presentato in anteprima su Twitter attraverso l'app Periscope. STX Entertainment è diventata la prima azienda a utilizzare questa applicazione in una campagna pubblicitaria.

## Distribuzione
Il film è stato distribuito nelle sale cinematografiche statunitensi il 7 agosto 2015 dalla STX Entertainment. Inizialmente doveva essere distribuito il 31 luglio 2015. Sempre in data 7 agosto 2015 è stato distribuito anche in Canada, Regno Unito e Irlanda. In Spagna è stato presentato a Sitges, al Sitges - Festival internazionale del cinema fantastico della Catalogna, il 10 ottobre 2015 e distribuito poi nelle sale il 17 dicembre dello stesso anno. In Italia è stato distribuito dal 3 marzo 2016 da Koch Media.

## Accoglienza

### Incassi
Il film ha incassato 43.787.265 dollari in Nord America e 15.191.388 dollari in altri territori per un totale mondiale di 58.978.653 dollari, a fronte del budget iniziale di 5 milioni di dollari. Nel suo primo fine settimana di programmazione, il film ha incassato 11.854.273 di dollari, posizionandosi terzo al botteghino dietro Mission: Impossible - Rogue Nation e Fantastic 4 - I Fantastici Quattro.

### Critica
Il film ha ricevuto recensioni generalmente positive, con lodi rivolte alle interpretazioni del cast, alla regia e alla sceneggiatura di Edgerton. Sull'aggregatore di recensioni Rotten Tomatoes il film registra un indice di gradimento del 93%, con un voto medio di 7.5/10 basato su 158 pareri professionali ed un giudizio riassuntivo che recita: «The Gift è malevolmente intelligente e giocosamente sovversivo, capace di sfidare le aspettative del pubblico che lascia appoggiato ai bordi dei propri posti». Su Metacritic ottiene invece un punteggio di 77 su 100, sulla base di giudizi 31 critici.
Daisy Bowie-Sell di Time Out ha elogiato The Gift per il suo essere «oscuro e snervante», apprezzando il finale e confrontandolo positivamente ad un'altra pellicola simile, La mano sulla culla. In una recensione per Indiewire, Katie Walsh ha lamentato l'uso da parte del film di luoghi comuni presenti in molti thriller, ma si è complimentata per la regia di Joel Edgerton, concludendo: «La sua abilità, la manovra controllata di trama e personaggi, lo stile e il tono è dannatamente quasi perfetto per il suo esordio, anche se è al servizio di un genere molto standard». Al contrario, Norman Wilner di Now ha criticato il debutto alla regia di Edgerton perché pieno di «errori e cattivi richiami», assegnando al film un punteggio di 2/5. Maria Laura Ramello di Best Movie ha conferito un punteggio di 3/5 premiando la misura con cui Edgerton dirige e recita in un thriller più ambizioso di quanto voglia far credere.
Il noto autore statunitense di romanzi horror Stephen King ha definito il film un «gioiello di suspense». Parlando del film, il Wall Street Journal ha dichiarato: «Uno dei tanti doni conferiti da The Gift è il piacere insolito di sentirsi come creta nelle mani di un narratore di prim'ordine».

## Riferimenti ad altri film
Nel film viene citato più volte Apocalypse Now di Francis Ford Coppola, come uno dei regali di Gordo a Simon e attraverso l'effetto sonoro del volteggiare degli elicotteri con La cavalcata delle valchirie. Il nome del dottore sull'etichetta delle pillole che Robyn ruba alla vicina è Dr. Sapperstein, lo stesso di Rosemary's Baby.
Vi sono inoltre molteplici cenni a Shining di Stanley Kubrick; il logo su una bottiglia di vino, all'inizio del film, ha lo stesso schema del labirinto di siepi presente nel film, inoltre il personaggio di Rebecca Hall, quando si trova in ospedale, è ricoverata nella stanza camera 237, lo stesso numero della stanza del Overlook Hotel.

## Colonna sonora
La colonna sonora è composta da Saunder Stenfert Jurriaans e Daniel Charles Bensi, due polistrumentisti e musicisti di formazione classica. È stata pubblicata il 7 agosto 2015.
1. The House	– 2:21
2. Yearbook – 1:30
3. Wine – 1:31
4. Open The Gate – 2:38
5. Deadfish – 2:18
6. Where Have You Been? – 0:36
7. Bygones Be Bygones – 1:28
8. Danny McDonald – 1:20
9. Passing Out – 1:08
10. Time Heals – 1:40
11. Pearson – 2:19
12. No Idea Who You Are – 2:26
13. The Birth	– 1:41
14. Boxes – 3:26
15. What Did You Do? – 1:59
16. Chasing Gordo – 1:10
17. Finale – 3:04
18. The Gift – 0:58

## Riconoscimenti
- 2015 - Sitges - Festival internazionale del cinema fantastico della Catalogna
  - Miglior attore a Joel Edgerton
- 2016 - Central Ohio Film Critics Association Awards
  - Candidatura per la Miglior performance rivelazione a Joel Edgerton
  - Candidatura per il Miglior film trascurato
- 2016 - Directors Guild of America Award
  - Candidatura per il Miglior regista di un'opera prima a Joel Edgerton[26]
- 2016 - Saturn Award
  - Candidatura per il Miglior film thriller[27]
- 2016 - Fangoria Chainsaw Awards[28]
  - Candidatura per il Miglior film di larga distribuzione
  - Candidatura per il Miglior attore non protagonista a Joel Edgerton
  - Candidatura per la Migliore sceneggiatura a Joel Edgerton
- 2016 - Empire Awards
  - Candidatura per il Miglior thriller